# Фролов, Василий Иванович
Василий Иванович Фролов — советский хозяйственный, государственный и политический деятель.

## Биография
Родился в 1924 году в селе Архангельское. Член КПСС.
Участник Великой Отечественной войны. С 1946 года — на хозяйственной, общественной и политической работе. В 1946—2014 годах — первый секретарь райкома ВЛКСМ, заместитель председателя райисполкома, второй секретарь райкома КПСС Архангельского района, председатель Острогожского райисполкома, первый секретарь Репьевского, Хохольского райкомов КПСС, заведующий общим отделом Воронежского обкома КПСС, председатель областной организации ветеранов войны.
Избирался депутатом Верховного Совета РСФСР 8-го созыва.
Почётный гражданин Воронежской области.
Скончался в 2010 году